# Wolmar Fellenius

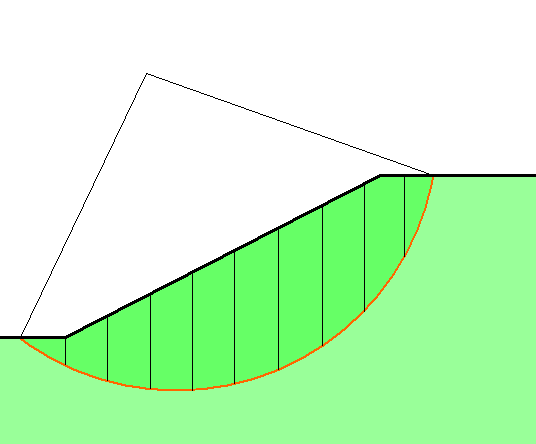
Étude de l'équilibre d'un talus par la méthode du cercle de glissement.

Wolmar Knut Axel Fellenius (né le 10 septembre 1876 à Viksberg ; † 2 septembre 1957 à Stockholm) est un géotechnicien suédois. Il a laissé son nom à une méthode statique d'analyse de la stabilité des pentes, toujours utilisée en mécanique des sols. Il a développé cette méthode à l'occasion des travaux maritimes dont il avait la charge à Göteborg.

## Biographie
Fellenius fut d'abord ingénieur des chemins de fer : à ce titre, il dirigea entre 1905 et 1911 les projets de terrassement de la ligne de Göteborg, fonction qu'il cumulait avec celle d’ingénieur-en-chef des infrastructures portuaires. Puis de 1911 à 1943 il fut professeur de travaux hydrauliques à l’Institut royal de technologie de Stockholm. À partir de 1919, il présida la Commission géotechnique de Suède. L'Université technique de Darmstadt lui a décerné le titre de docteur honoris causa en 1936. Son fils Bror et son neveu Bengt ont également été géotechniciens.
Le mérite de Fellenius est d'avoir proposé une méthode de calcul du facteur de sécurité des berges à l'aide du cercle de glissement, méthode qu'il fit connaître dans son traité Erdstatische Berechnungen (1926 ; trad. en allemand en 1927) et qui est aujourd'hui une approche standard. On l'appelle aussi « méthode de Fellenius », méthode suédoise ou « méthode des cercles de glissement. » Elle avait été introduite en Suède par Knut Petterson et Sven Hultin lors des rempiètements de quais dans des talus d'argile au port de Göteborg en 1916 et approuvée par une commission d'experts internationaux dont Fellenius était membre (1916). Fellenius lui-même était depuis 1911 directeur des infrastructures portuaires de Göteborg. Fellenius généralisa le procédé, en particulier au poste de chef de la commission des terrassements des chemins de fer suédois (rapport final, 1922) et y fit notamment intervenir la cohésion du sol. Cette approche a été poursuivie par Krey, Bishop et bien d'autres.
Il formula la règle de Fellenius (1927), qui définit le coefficient de sécurité à la stabilité interne d'un talus comme le rapport de la résistance au cisaillement calculée à la résistance au cisaillement nécessaire.
Fellenius a présidé la Commission suédoise des chemins de fer chargée en 1913 d'examiner la stabilité des remblais. Cette commission étudia plus de 300 glissements de terrain et introduisit en 1916 le mot « géotechnique » (suédois geoteknik) dans la langue suédoise ; elle remit son rapport final en 1922.

## Écrits
- Wolmar Fellenius, Erdstatische Berechnungen mit Reibung und Kohäsion (Adhäsion) und unter Annahme kreiszylindrischer Gleitflächen., Berlin, Verlag Ernst&Sohn, 1926 (réimpr. 1927 pour la version allemande)
- Second Congress on Large Dams., vol. 4 : Calculation of the Stability of Earth Dams., Washington, D.C., 1936 (lire en ligne), p. 445–462

## Sources
- (de) Cet article est partiellement ou en totalité issu de l’article de Wikipédia en allemand intitulé « Wolmar Fellenius » (voir la liste des auteurs).
- « Notice de Wolmar Fellenius », sur Nordisk familjebok
- « Notice de Wolmar Fellenius », sur Swedish Geotechnical Society
- Revue Geoteknik, n° du 11 octobre 2004
- (de) « Böschungen und Geländesprünge (Talus et rampes) » [PDF-Datei; 1,34 MB], sur Université Technique de Munich / Département de Géotechnique (consulté le 29 janvier 2017)